# ZAC Gare-des-Mines-Fillettes
La ZAC Gare des Mines-Fillettes est une zone d'aménagement concerté située dans le 18e arrondissement de Paris.

## Situation et accès
La « ZAC Gare des Mines-Fillettes » s’étend entre les portes de la Chapelle et d'Aubervilliers, de part et d'autre du boulevard périphérique, dans le 18e arrondissement de Paris,.

## Historique
La « ZAC Gare des Mines-Fillettes » a été créée par délibération du Conseil municipal de Paris des 9, 10, 11, 12 et 13 décembre 2019.

## Équipements et logements
Elle comprend dans son périmètre un projet d'Arena, qui accueillera des épreuves sportives lors des Jeux Olympiques et Paralympiques de 2024,.

## Voies
Voies entièrement ou partiellement incluses dans la « ZAC Gare-des-Mines-Fillettes »
- Rue Charles-Hermite
- Square Charles-Hermite
- Rue Charles-Lauth
- Rue Émile-Bertin
- Rue Gaston-Darboux
- Rue Gaston-Tissandier
- Impasse Marteau
- Boulevard Ney
- Porte d'Aubervilliers
- Porte de la Chapelle
- Avenue de la Porte-d'Aubervilliers
- Allée Valentin-Abeille